# Liste der salvadorianischen Botschafter in Russland
Die Regierungen der russischen Föderation und El Salvador nahmen am 3. Juni 1992 diplomatische Beziehungen auf.
1993 ließ sich der russische Botschafter in Managua (Jewgeni Michailowitsch Astachow) auch in San Salvador akkreditieren.
1995 wurde in San Salvador einem russischen Honorarkonsul Exequatur erteilt.
Seit 2009 verzichten die beiden Staaten auf eine Visumspflicht.

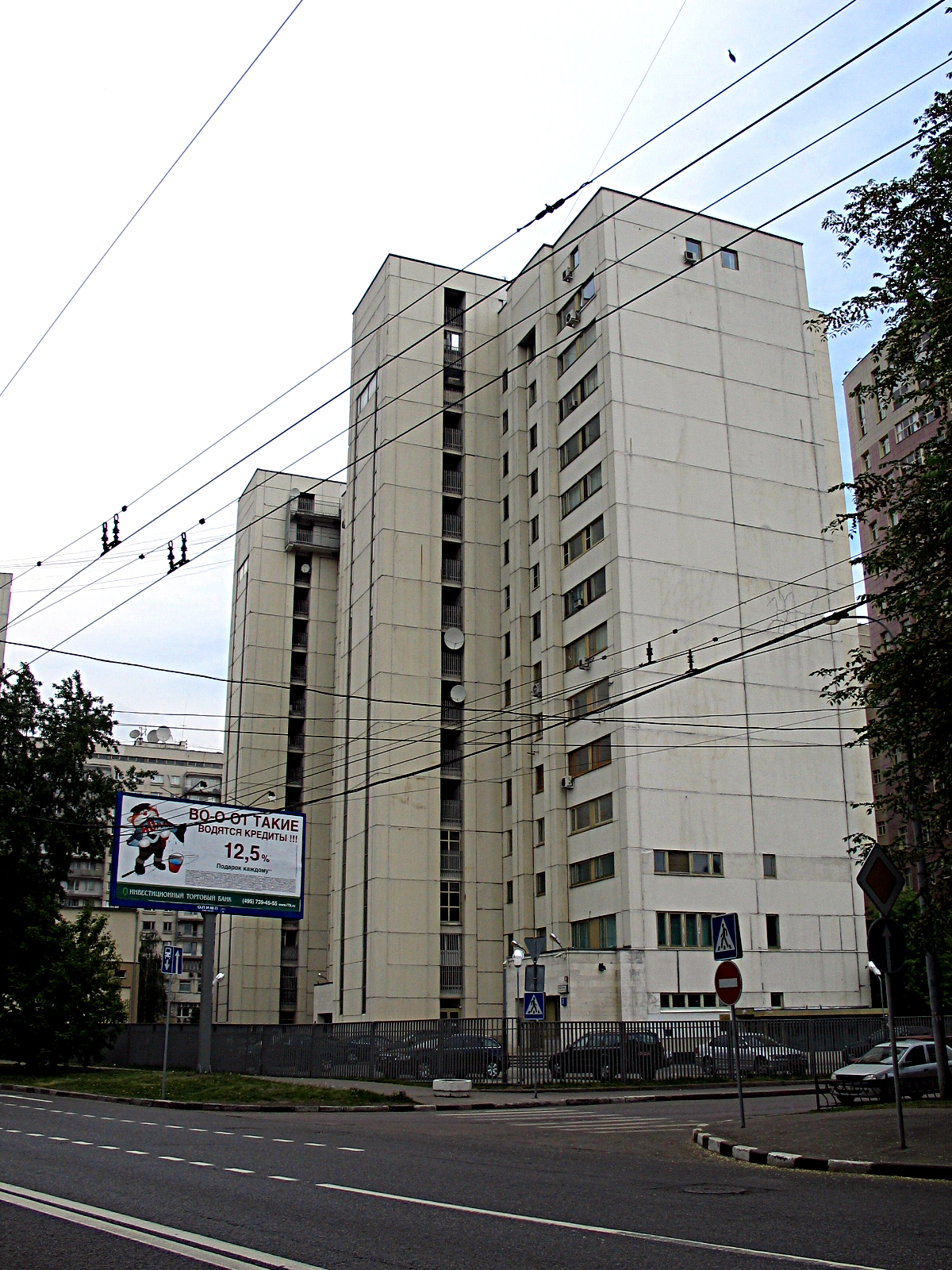
Seit 9. Februar 2010, befindet sich die salvadorianische Botschaft in der Mytnaya ulitsa 3 in Moskau, wo auch die Botschaften von Albanien, Montenegro und Uruguay untergebracht sind

## Botschafter
| Ernannt       | Name                              | Bemerkungen                                       | ernannt von    | akkreditiert während der Regierung von | Posten verlassen |
| ------------- | --------------------------------- | ------------------------------------------------- | -------------- | -------------------------------------- | ---------------- |
| 27. Juli 2007 | Edgardo Carlos Suárez Mallagray   | Sitz in Madrid                                    | Antonio Saca   | Wiktor Alexejewitsch Subkow            |                  |
| 14. Juli 2011 | Anita Cristina Escher Echeverría  |                                                   | Mauricio Funes | Wladimir Wladimirowitsch Putin         |                  |
| 18. Okt. 2012 | Claudia Ivette Canjura de Centeno | 9. Februar 2010: Botschafterin in Guatemala-Stadt | Mauricio Funes | Wiktor Alexejewitsch Subkow            |                  |